# Allison Beckford
Allison Beckford (Westmoreland, 8 maggio 1979) è un'ex velocista e ostacolista giamaicana.

## Palmarès

### Mondiali
- 1 medaglia:
  - 1 bronzo (Parigi 2003 nella staffetta 4×400 m)

### Giochi panamericani
- 1 medaglia:
  - 1 argento (Santo Domingo 2003 nella staffetta 4×400 m)